# Норвегия на «Евровидении-2016»
Норвегия приняла участие в конкурсе песни «Евровидение 2016» в Швеции. Представитель был выбран путём национального отбора, состоящего из одного финала.

## Melodi Grand Prix 2016
Melodi Grand Prix 2016 стал 54-й выпуском норвежского национального финала Melodi Grand Prix, который определил представителя Норвегии на конкурс Евровидение 2016. Отбор состоят из одного шоу, который проходил 27 февраля 2016 года в арене Осло Спектрум в Осло. Участвовало 10 песен. Ведущие шоу — Силия Ньюмойн и Кар Магнус Берг.
| Номер | Исполнитель                         | Песня           | Композиторы                                                                 | Результат  |
| ----- | ----------------------------------- | --------------- | --------------------------------------------------------------------------- | ---------- |
| 1     | The Hungry Hearts feat. Лиза Диллан | «Laika»         | Тонье Гьевьон                                                               | Вылет      |
| 2     | Stage Dolls                         | «Into the Fire» | Торштайн Флакне, Марк Спиро, Халлгейр Рустан, Анне Йудитх Вик               | Вылет      |
| 3     | Стине Холе Улла                     | «Traces»        | Стине Холе Улла, Ингрид Скреттинг, Труде Кристин Клэбое                     | Вылет      |
| 4     | Makeda                              | «Stand Up»      | Данне Аттлеруд, Майкл Клаусс, Томас Тёрнхолм                                | Вылет      |
| 5     | Pegasus                             | «Anyway»        | Томми Нильсен, Ронни Нильсен                                                | Вылет      |
| 6     | Фредди Калас                        | «Feel Da Rush»  | Фредрик Ауке, Симен Ауке, Миккель Кристиансен, Тронд Опсахл, Кристофер Хусе | Суперфинал |
| 7     | Лайла Самуэлс                       | «Afterglow»     | Лаила Самуэлсен, Йан Вейгель, The Beatgees                                  | Суперфинал |
| 8     | Elouiz                              | «History»       | Андре Линдахль, Джинетт Олссон, Майкл Джай                                  | Вылет      |
| 9     | Suite 16                            | «Anna Lee»      | Давид Бьоерк, Андреас Мое, Давид Эриксен, Александр Аустхейм                | Суперфинал |
| 10    | Агнете Юнсен                        | «Icebreaker»    | Агнет Йонсен, Габриэль Аларес, Иан Кёрноу                                   | Суперфинал |

| Номер | Исполнитель   | Песня          | Отданных голоса в Восточной Норвегии | Отданные голоса в Северной Норвегии | Отданные голоса в Центральной Норвегии | Отданные голоса в Южной Норвегии | Отданные голоса в Западной Норвегии | Всего голосов | Место |
| ----- | ------------- | -------------- | ------------------------------------ | ----------------------------------- | -------------------------------------- | -------------------------------- | ----------------------------------- | ------------- | ----- |
| 1     | Лайла Самуэлс | «Afterglow»    | 25374                                | 4851                                | 6479                                   | 5937                             | 6224                                | 48864         | 4     |
| 2     | Suite 16      | «Anna Lee»     | 31003                                | 5548                                | 6667                                   | 4881                             | 8572                                | 56671         | 3     |
| 3     | Агнет Йонсен  | «Icebreaker»   | 67334                                | 51097                               | 14898                                  | 14825                            | 18594                               | 166728        | 1     |
| 4     | Фредди Калас  | «Feel Da Rush» | 48154                                | 11616                               | 8562                                   | 8998                             | 10798                               | 88128         | 2     |

## На Конкурсе
На конкурсе Норвегия участвовала 12 мая во втором полуфинале под номером 15. Норвегия не прошла в финал, получив 29 баллов от телезрителей и 34 балла от жюри, тем самым заняв 13 место.
- Самые наивысшие баллы по телеголосованию получила от Белоруссии и Дании по 6 баллов.
- Самые наивысшие баллы по голосованию жюри получила от Дании и Албании по 10 баллов.